# Tingvallakyrkan
Tingvallakyrkan, tidigare Betlehemskyrkan, är en kyrka i stadsdelen Tingvalla i Karlstad.

## Historia
Karlstads Missionsförsamling hade bildats 1861. Till en början höll församlingen sammankomster i privata hem och i provisoriska lokaler men 1876-77 byggdes en första större kyrkobyggnad, även den kallad Betlehemskyrkan. Den blev med tiden för trång och oändamålsenlig och i början av 1920-talet planerade man för en ännu större kyrka. 1921 inköptes hörntomten i kvarteret Negern i korsningen Herrgårdsgatan / Östra Torggatan och församlingsmedlemmarna Johan och Olof Wästlund, som hade byggnadsfirma Bröderna Wästlund, inkom med ett anbud på att bygga nya kyrkan för 250 000 kronor. Planerna utarbetades av Johan Wästlund och Otto Feldt utifrån styrelsens önskemål och Svenska missionsförbundets typritningar. För den rent arkitektoniska utformningen svarade Bror Almquist, som då var anställd vid Byggnadsstyrelsen. Bygget startade 1926 och 13 oktober 1928 kunde invigningsgudstjänst hållas.
I april 2013 gick missionsförbundet och baptisterna i Karlstad samman och bildade Tingvallakyrkans församling, med bas i dåvarande Betlehemskyrkan. I samband med detta antogs det nya namnet Tingvallakyrkan.

## Kyrkobyggnaden
Kyrkan består av två byggnadskroppar lagda i vinkel och gestaltades i stram nationalromantisk stil, med ljusa slätputsade fasader som är sparsamt dekorerad med lisener och ankarslut. Mot putsen kontrasterar huggna granitdetaljer som tre puttihuvuden ovan de tre fönstren i huvudfasaden. Kyrktornet är sidoställt med en för Almquist typisk lökformad ansvällning. Den kröns av Betlehemsstjärnan.
Kyrkans plan består av ett treskeppigt långhus. Två pelarrader bär upp två sidoläktare och en fondläktare. I fonden finns en orgel, levererad av J. A. Zetterquist & Son i Örebro, placerad bakom predikstolen. Kyrkan rymde 900 personer, med möjlighet att öppna upp mot den ”lilla salen” där ytterligare 200 platser stod till förfogande. Kormattan och textilen över dopfunten är formgivna av textilkonstnären Ethel Halvarsson. Värmlands museum har bedömt det sammanvägda kulturhistoriska värdet för kyrkan att vara så högt att det motsvarar byggnadsminnesklass.

## Orgel
- 1909 byggde E. A. Setterquist & Son, Örebro, en orgel med fjorton stämmor fördelade på två manualer och pedal. Den flyttades 1928 till Vintrosa kyrka.
- Den nuvarande orgeln byggdes 1928 av E. A. Setterquist & Son, Örebro, och byggdes om 1958 av Werner Bosch Orgelbau. År 1985 renoverade Jan-Erik Straubel orgeln. Den har idag elektrisk mekanik med fria och fasta kombinationer.

| Huvudverk I   | Svällverk II  | Pedal            | Koppel |
| Principal 8’  | Rörflöjt 8’   | Subbas 16’       | I/P    |
| Gedackt 8’    | Kvintadena 8’ | Oktavbas 8’      | II/P   |
| Oktava 4’     | Principal 4’  | Gedacktpommer 8' | II/I   |
| Täckflöjt 4’  | Spetsflöjt 4’ | Koralbas 4'      |        |
| Kvinta 2 2⁄3' | Mixtur 3 chor |                  |        |
| Oktava 2'     | Nasat 1 1⁄3'  | Fagottbas 16'    |        |
| Mixtur 4 chor | Scharf 3 chor | Skalmeja 4'      |        |
| Dulcian 16'   | Krummhorn 8'  |                  |        |
|               | Tremulant     |                  |        |